# دانیل روسی
دانیل روسی (به پرتغالی: Daniel Rossi da Silva) هافبک، مدافع اهل برزیل است که در شهر Rio Claro, São Paulo و در تاریخ ۴ ژانویهٔ ۱۹۸۱ به دنیا آمده‌است.
دانیل روسی در تیم‌های فوتبال سائوپائولو، باشگاه فوتبال کاوازاکی فرونتال، Avaí، سائوپائولو، Rio Claro، سیگما اولوموتس، باومیت یابلونتس سابقهٔ حضور دارد.